# Parque Samanes
El Parque Samanes, también conocido como Parque Ecológico Samanes, es un parque ubicado en la ciudad de Guayaquil, Ecuador, cuya primera fase fue inaugurada en enero de 2010. En su totalidad cuenta con una extensión de 851 hectáreas, lo que lo convierte en el tercer parque más grande de Latinoamérica, detrás del Parque de Chapultepec en México y el Parque Metropolitano Simón Bolívar en Colombia.
El proyecto original se presupuestó con una inversión de 230 millones de dólares sobre terrenos antes pertenecientes al Instituto de Seguridad Social de las Fuerzas Armadas y formó parte del proyecto gubernamental Guayaquil Ecológico, que buscó la generación y restauración de áreas verdes en la ciudad.

## Características

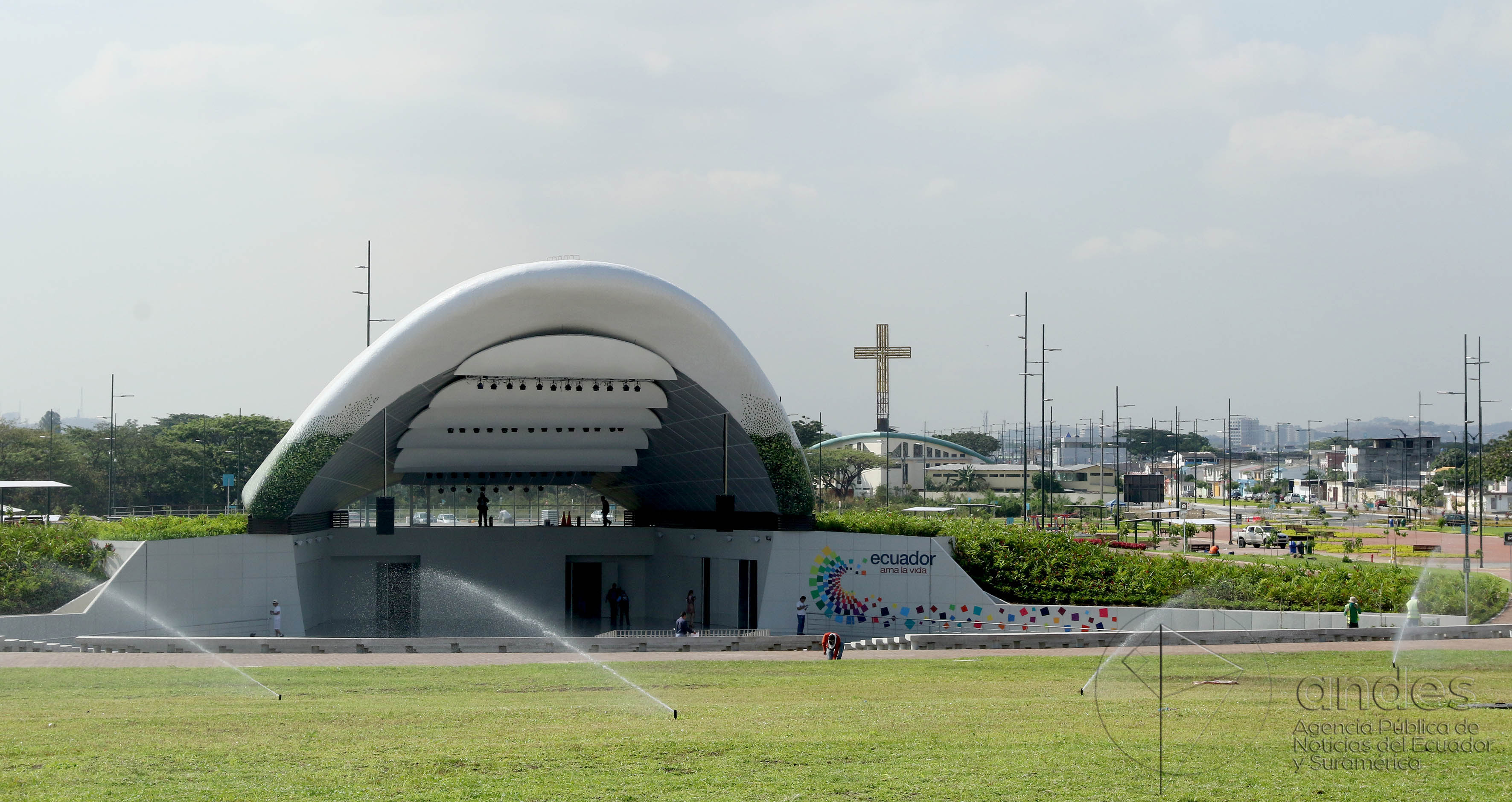
La Concha Acústica tiene una capacidad para 10 mil personas.

El parque cuenta con 57 canchas deportivas para practicar varios deportes, así como un estadio de fútbol nombrado en honor del futbolista ecuatoriano Christian Benítez y un edificio polideportivo dividido en dos bloques en que se ubican un coliseo y un gimnasio. También cuenta con ciclovías, pistas para trotar, áreas de juegos infantiles y áreas de campin.
Como sitios artísticos y de contemplación posee una plaza de eventos con capacidad para 150.000 personas, así como viveros, granjas, reservas de aves, establos y lagos artificiales, el más grande de los cuales posee una superficie de 4.892 metros cuadrados. En los viveros del parque se proyectó producir 500.000 plantas anuales con la finalidad de reforestar diversas zonas de la ciudad. En la reserva forestal del parque se puede hacer canopy y escalar y hay pistas para bicicletas de montaña.

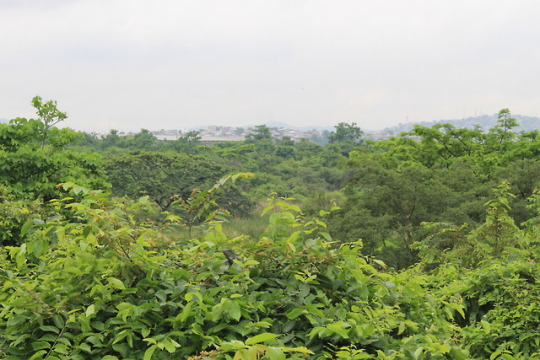
Vista de una torre de avistamiento en la reserva forestal

El área de recreación está compuesta por varios bloques que se encuentran dentro de la ciudad de Guayaquil. Estos bloques están rodeados por algunas urbanizaciones (Samanes, Huancavilca Norte, Bastión Popular, Los Vergeles y Guayacanes). Dos de ellas limitan al oeste con el Río Daule cuya área aledaña, se planificó la construcción de un balneario artificial de 7,2 hectáreas de extensión adecuado para realizar deportes acuáticos. En el área también se pensó en construir un malecón y un museo naval.
Entre los edificios públicos que se ubican en el parque están el Ministerio del Ambiente y el Ministerio del Deporte. También se ubica una academia de policía montada donde se ofrece servicio de equinoterapia.

## Controversia por terrenos

### Antecedentes
Los predios en los que actualmente se asienta el Parque Samanes pertenecieron en la década de 1990 al extinto Filanbanco, que tras su cierre, los cedió al ISSFA (Instituto de Seguridad Social de las Fuerzas Armadas) para compensar las deudas que tenían con la institución, ocurriendo este traspaso finalmente en el año 2006. La compra de los terrenos contiguos se dio luego en 2008, por un precio de $16 millones de dólares.
En 2010, durante la administración de Marcela Aguiñaga como ministra de ambiente, se declaró mediante acuerdo ministerial 048 la declaración del área del Parque Samanes como "Área nacional de recreación". Dentro de este acuerdo se incluyeron los terrenos pertenecientes al ISSFA, que equivalía a 152 hectáreas, y que en un principio estaban destinadas a un plan habitacional para los beneficiarios del seguro social de las fuerzas armadas. Durante los meses subsiguientes a la firma del acuerdo, se establecieron estudios para fijar un valor a los terrenos y proceder a la negociación de los mismos. La primera vez que se mencionó un precio para ellos, fue en una intervención durante el Enlace Ciudadano del presidente Rafael Correa donde estimó alrededor de 80 millones de dólares. Finalmente y tras los estudios que se realizaron en los terrenos, se fijó el monto de $48,2 millones de dólares, por parte de la Dirección Nacional de Avalúos y Catastros, concluyendo con la compra del terreno por el MAE el 7 de diciembre de dicho año.

### Desacuerdos por el precio de los predios
En 2015, un examen de parte de la Municipalidad de Guayaquil realizado a los terrenos determinó que los mismos estaban avaluados en $7,3 millones de dólares. Esto levantó la polémica luego de que la Contraloría General del Estado ordenara hacer un examen al proceso de compra-venta realizado.
La Contraloría realizó en 2016 un nuevo estudio a los contratos de obras realizados por la extinta Empresa Pública de Parques Urbanos, para verificar las anomalías que se hayan suscitado. A día de hoy, la Contraloría sólo realizó una muestra con cuatro acciones de las ocho bajo su observación, donde se encontraron irregularidades en estas. Sin haber esperado los resultados, la Administración del Presidente Rafael Correa (2007- 2017) sostuvo que hubo un exceso de pago por $41 millones de dólares a favor del Estado ecuatoriano.
Debido a ello, el gobierno central dispuso al Ministerio de Finanzas que debite los $41 millones de la cuenta del ISSFA y los acredite al Ministerio de Ambiente.

### Protestas por acciones del gobierno
El 3 de febrero de 2016, los militares retirados en servicio pasivo, principales beneficiarios del ISSFA, se reunieron frente al edificio del Ministerio de Defensa en Quito para protestar por las acciones del gobierno.
Ante las decisiones realizadas por el gobierno, la cúpula militar se pronunció al respecto, pidiendo respeto por los actuales fondos de los militares en el ISSFA. Esto provocó la decisión de Rafael Correa de cesarlos, e inmediatamente se reunió con Fernando Cordero Cueva, quien en ese entonces ejercía las funciones de ministro de defensa para escoger a nuevos miembros del Alto Mando Militar.
Esto causó que los militares protestaran nuevamente, convocando a marchas el 9 de febrero de 2016, y el gobierno central llamó a los simpatizantes de Alianza País a la Plaza Grande de Quito.

### Transferencia de compañías de Holding DINE al ISSFA
Para compensar la transferencia de predios en Guayaquil, el Estado ecuatoriano transfirió a título gratuito las siguientes empresas que se determinaron como no estratégicas para la defensa:
1. FabrilFAME
2. Santabárbara
3. HDINEAgros
4. Aychapicho Agros
5. SEPRIV
6. ANDEC
7. EnergyHDine
8. NergyHDine
9. Explocen
10. COSSFA

También se transfirió gratuitamente el paquete accionario que el Ejército tenía en: Soccasa, OBB, Banco General Rumiñahui y Condomining.
A 2009, las empresas arrojaban $25 millones anuales en utilidades. Dado que la mitad se reinvierte, la otra mitad ($12,5 millones) alimenta cada año el Fondo de Retiro, Invalidez y Muerte del Instituto de Seguridad Social de las Fuerzas Armadas.